# Алиса Лидделл в образе нищенки
«Алиса Лидделл в образе нищенки» (англ. Alice Liddell as “The Beggar Maid”), авторское название: «Нищенка» (англ. The Beggar–Maid) — постановочная фотография английского писателя и фотографа Льюиса Кэрролла (Чарльза Лютвиджа Доджсона, 1832—1898), на которой изображена Алиса Плезенс Лидделл (1852—1934). Позитив датируется 1858 или около 1859 годами. Фотография, возможно, вдохновлена стихотворением викторианского поэта Альфреда Теннисона «Нищенка» (англ. The Beggar Maid).
Сам Альфред Теннисон фотографию «Алиса Лидделл в образе маленькой [так в тексте] нищенки» (англ. Alice Liddell as the Beggar-Child) назвал самой красивой фотографией, которую он когда-либо видел. Своим сюжетом и композиционным решением фотография неоднократно привлекала внимание историков фотоискусства и вызывала среди них ожесточённые споры.

## История создания и судьба фотографии
Между 1856 и 1880 годами Льюис Кэрролл создал около 2700 фотографий, почти половина из которых запечатлела детей, среди них — 11 индивидуальных и 9 групповых фотографий Алисы Лидделл.
Техника создания фотографии — альбуминовая печать со стеклянного негатива. Размеры изображения — 16,3 на 10,9 сантиметра. Фотография находится в настоящее время в коллекции музея Метрополитен. Инвентарный номер — 2005.100.20. Фотографии поступила из Фонда Говарда Джильмэна в 2005 году. Фонд приобрёл её на аукционе Sotheby’s Belgravia, 1 июля 1977, лот 316, 5500 $, и затем не менее десяти раз представлял фотографию на крупных выставках (Музее Современного искусства в Нью-Йорке, на Эдинбургском Международном фестивале, в Национальной галерее искусств в Вашингтоне, в Музее современного искусства в Сан-Франциско, Институте искусств в Чикаго и других музеях). Для каталога выставки 1993 года в музее Метрополитен куратор коллекции Джильмена Пьер Апраксин (фр. Pierre Apraxine) составил описание, которое в настоящее время без изменений (за исключением датировки) опубликовано на сайте музея.
Кэрролл неловко чувствовал себя среди взрослых людей, предпочитал компанию детей, особенно девочек. Он умел вступать в доверительные отношения с ними, что позволяло ему добиться их неподвижности перед камерой более сорока секунд, — то минимальное время, которое было необходимым для успешной экспозиции. Фотографии Кэрролла демонстрируют внутреннюю жизнь детей и серьёзность, с которой они смотрели на мир. Для Кэрролла Алиса Лидделл была больше, чем любимая модель, она была «идеальным маленьким другом», как он писал в марте 1885 года в письме к миссис Харгривс (в девичестве — Алиса Лидделл).

### Проблема датировки негатива и позитива фотографии в научной литературе
Датировка фотографии 1858 годом дана в книге «Жизнь и сочинения Льюиса Кэрролла» (англ. «The Life and Letters of Lewis Carroll») — первой биография Льюиса Кэрролла, написанной племянником Кэрролла — Стюартом Доджсоном Коллингвудом (сыном Мэри, сестры Кэрролла). Биография вышла в свет в декабре 1898 года, спустя 11 месяцев после смерти писателя. В первых двух изданиях книги в предшествующем тексту списке иллюстраций фотография значится как «Алиса Лидделл в образе маленькой нищенки (англ. beggar-child) (по фотографии Льюиса Кэрролла, 1858)». Историк фотоискусства Роджер Тэйлор в фундаментальной «Энциклопедии фотографии XIX века» пишет: «Фотография, которая лучше всего иллюстрирует этот ранний период, — его портрет Алисы Лидделл в образе нищенки, сделанная летом 1858 года». Такую же датировку приводят профессора английской литературы Роберт Дуглас-Фэрхерст (Оксфорд) и Йэн Сусина (Университет штата Иллинойс).
В настоящее время экземпляр фотографии находится в коллекции музея Метрополитен. Описание Пьера Апраксина (1993 год) указывает, что позитив был сделан около 1859 года, издание Метрополитен 2005 года указывает эту же датировку, но в настоящее время на официальном сайте Метрополитен указан в качестве даты создания позитива 1858 год. В своём реестре снимков Кэрролл обозначил фотографию номером 354. Стюарт Доджсон Коллингвуд писал, что однажды Кэрролл показал поэту Альфреду Теннисону фотографию мисс Алисы Лидделл в образе маленькой нищенки, и Теннисон назвал её самой красивой фотографией, которую он когда-либо видел.

### Другие позитивы фотографии «Алиса Лидделл в образе нищенки»
Хотя фотография была предназначена только для распространения среди близких друзей, на июль 2009 года было известно 11 её позитивов, некоторые из них обрезаны до меньшего размера. Помимо экземпляра в музее Метрополитен, ещё четыре позитива находятся в США. В коллекции М. Л. Пэрриша, купившего несколько фотоальбомов и разрозненных фотографий Кэрролла у его сестёр и передавшего их библиотеке Принстонского университете, фотография имеется в личном альбоме № 2 Льюиса Кэрролла, идентификационный номер позитива — Z-PH-LCA-II.65, страница 65. Небольшой дефект ниже левого колена девочки присутствует также на некоторых других копиях и считается следом повреждения негатива после нескольких удачно сделанных позитивов (без дефектов). Другая копия в той же библиотеке была приобретена Ллойдом Е. Котсеном в составе фотоальбомов друга Кэрролла, Реджиналда Саути, в которых обнаружилось несколько фотографий Кэрролла. Фотография «Алиса Лидделл в образе нищенки», имеет номер 15 в альбоме № 2 (англ. RS2:15) . Раскрашенная вручную фотография имеется в Нью-Йоркской публичной библиотеке в коллекции Генри и Альберта Бергов, а поясной вариант, размер 92 на 59 миллиметров, — в Библиотеке и музее Моргана в коллекции Артура А. Хоутона Младшего, купившего эту фотографию у Алисы Харгривс (Лидделл).
Остальные снимки находятся в частных коллекциях и сообщения о них появляются в связи с аукционами. В 1998 году снимок из коллекции Джастина Шиллера был выставлен на аукционе Christie's за стартовые 30—40 тысяч долларов США, а приобретён за 63 тысячи долларов. Предполагается, что эта фотография когда-то принадлежала мисс Мэри Прикетт, которая служила в качестве гувернантки детей Генри Лидделла почти девятнадцать лет, а потом вышла замуж за Чарльза Фостера, местного торговца вином. Биограф Алисы Лидделл Анна Кларк считала, что мисс Прикетт могла быть прототипом Кэрролла в создании образа Чёрной Королевы, ей были характерны формальность общения, строгость, педантичность, доброта. Роджер Лэнселин Грин, подготовивший к изданию дневники Кэрролла, полагал, что Кэрролл, возможно, придал Мыши черты мисс Прикетт. В 2001 году наследница семьи Лидделлов, внучка Алисы, распродала собрание писем, фотографий и редких изданий Кэрролловских книг на аукционе «Сотбис». В их числе были проданы раскрашенная вручную копия «Алисы Лидделл в образе нищенки» в овальном обрамлении и в специальном футляре (лот № 20), и ещё одна чёрно-белая копия (лот № 37, цена 199 500 фунтов).
Более ранняя версия фотографии «Алиса Лидделл в образе маленькой нищенки» была создана годом раньше — 2 июня 1857 года, и имеет в реестре номер 197. Эта фотография находится в частной коллекции и демонстрировалась на выставке «Другая сторона объектива: Льюис Кэрролл и искусство фотографии в XIX веке» (англ. «The Other Side of the Lens: Lewis Carroll and the Art of Photography during the 19th Century») в так называемой Верхней библиотеке Крайст-Чёрч в Оксфорде, и упоминается в её каталоге.

## Изображение на фотографии
Йэн Сусина описывает фотографию как постановочное изображение уличной попрошайки в обшарпанном белом платье с босыми ногами, прислонившейся к стене с протянутой рукой, по-видимому, просящей монетку у прохожего. Французский фотограф венгерского происхождения Брассаи считал, что это «самая незабываемая и, несомненно, самая показательная фотография», которую когда-либо снял Кэрролл. Алиса, со слегка наклонённой головой и в изрядно потрёпанном платье, сползающем с её левого плеча, смотрит прямо на зрителя с выражением лица, свойственным взрослому мудрецу, что плохо сочетается с её внешностью ребёнка. На фотографии изображена уверенная в себе девочка с удивительным сочетанием неодобрения (поднятая бровь) и флирта (наклонённая голова и направленный вверх взгляд), которая, как предполагает Минди Алофф, «точно знает» то, что от неё требуется, и берёт на себя ответственность за это. Алофф предполагала, что, если бы ничего не было известно о фотографе, то можно было бы предположить, что какой-то другой ребёнок сделал этот снимок. Существует мнение, что эта фотография намного более эротична, чем обнажённые модели, запечатлённые Кэрроллом позже.

## Различные точки зрения на фотографию

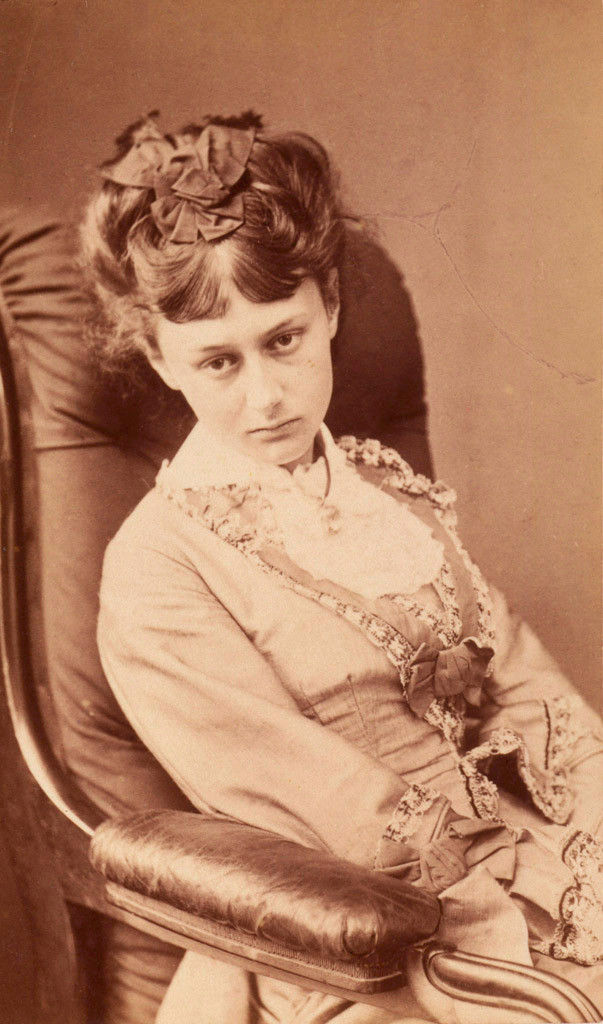
Алиса Лидделл в 1870 году

Существуют различные трактовки фотографии.

### Любовь писателя к юной натурщице
Английский писатель и издатель, почётный доктор Университета Хериота-Уатта Роберт Маккрам в своей статье в газете The Guardian утверждает, что Кэрролл, «очевидно, был влюблён» в Алису. Он отмечает, что с 1858 по 1862 годы дружба Чарльза Доджсона с Алисой Лидделл была предметом интенсивных сплетен в Оксфорде, утверждалось даже, что Кэрролл предлагал брак, но был отвергнут родителями Алисы. В июне 1863 года наступил кризис в отношениях писателя с Лидделлами, чей истинный смысл полностью не прояснён. После встречи 25 июня с Кэрроллом миссис Лидделл была в ярости, вслед за этим последовал решительный разрыв писателя с семьёй Лидделлов. Соответствующие страницы были вырваны из дневника Кэрролла. Когда Кэрролл увидел миссис Лидделл и её дочерей шесть месяцев спустя на Рождество, он старательно дистанцировался от них. Сплетни при этом продолжали циркулировать. В 1870 году Кэрролл сфотографировал Алису в последний раз[значимость факта?]. Девушка семнадцати лет предстаёт изысканно причёсанной викторианской леди, только она уже не позирует, ибо выросла. Устремлённый мимо объектива и зрителей взгляд выражает скуку или грусть, например, по уходящему детству.

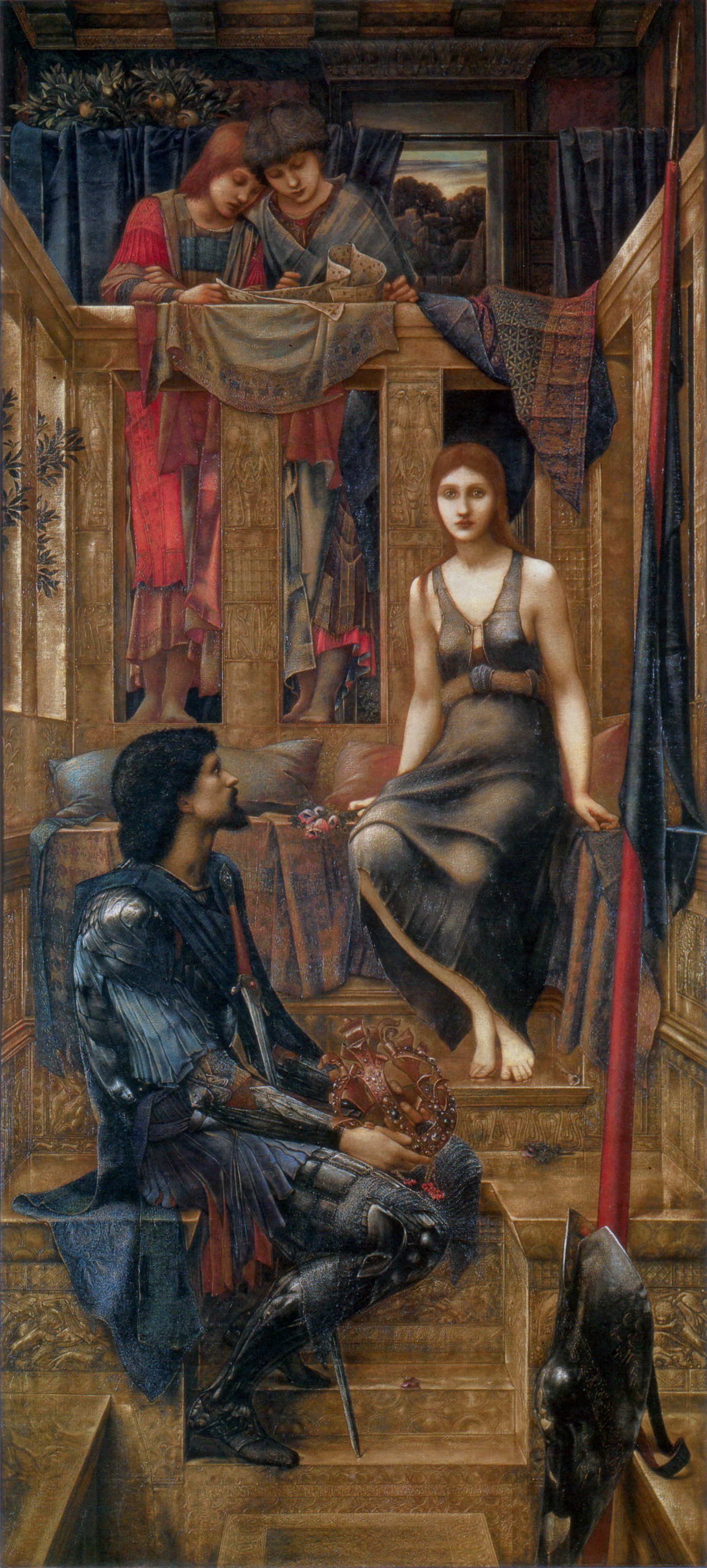
Эдвард Бёрн-Джонс. Король Кофетуа и нищенка, 1884

### Литературная версия происхождения фотографии
По другой версии, фотообраз Алисы навеян исключительно стихотворением «Нищенка», написанным Альфредом Теннисоном в 1842 году, и отражает непосредственно его содержание. Однако взрослая героиня Теннисона заменена девочкой шести лет. Фотографии Кэрролла (с точки зрения самого писателя) показывали только детство как хрупкое состояние невинных существ, которым угрожает взросление, и лишь для современного зрителя на передний план выходят эротические фантазии, якобы владевшие сознанием фотографа. Алиса, одетая как нищенка, стоит на фоне стены сада. Девочка предстаёт с самоуверенным выражением лица. По мнению Пьера Апраксина, такая нищенка вызовет в прохожем не столько вожделение, сколько жалость. По его мнению, Алиса смотрит на зрителя с подозрением, как будто знает, что она предстаёт на фотографии как актриса в непонятной ей самой сцене.
Йэн Сусина отмечает, что фотография Кэрролла поразительно отличается от картины Эдварда Бёрн-Джонса «Король Кофетуа и нищенка» на этот же сюжет, написанной в 1884 году (основанной на балладе XVII века и на стихотворении Альфреда Теннисона; версия картины на холсте в большей степени основаны на балладе, версия с другим сюжетом для передней панели шкафа — на стихотворении Теннисона). Картина обеспечила художнику членство в Королевской академии год спустя после её создания. Она основана на внимании к средневековой атрибутике, игре взглядов многочисленных персонажей. В противовес трактовке художника, у Кэрролла фотография — своего рода сказка про Золушку.

### Социальный подтекст фотографии
Некоторые искусствоведы (например, венгерская исследовательница Анна Керчи) настаивают на социальном подтексте фотографии. Алиса запечатлена босиком, в лохмотьях, её рука вытянута, как будто она просит милостыню. Девочка воплощает викторианской архетип бедной сиротки, невинной жертвы социальных обстоятельств. Для своих современников из среднего класса она, вероятно, вызывала сентиментальную, религиозную реакцию благочестивого сострадания, напоминающую об «обязательствах удачливого человека по отношению к менее удачливым». При этом Керчи отмечает, что девочка из добропорядочной буржуазной семьи лишь играет роль нищенки. Алиса сжимает кулак, подперев им бедро, по-видимому, готовая нанести удар, и смотрит на зрителя дерзким взглядом — в чём видят намёк на мятежное сопротивление, характерное для агрессивных мальчиков-беспризорников викторианской эпохи. Проводятся параллели с фильмами Чарли Чаплина, в частности, с «Малышом», а также с классическими сказками, которые сознательно размывают классовые различия и используют для этого весьма экстравагантные формы, например, с «Золушкой». Кэрол Мейвор настаивает, что эта фотография — сказка, рассчитанная на весьма обеспеченную аудиторию.
Йэн Сусина считает, что Кэрролл сильно зависел от сентиментального образа страдающего ребёнка из трущоб, созданного Чарльзом Диккенсом. Доказательство этого он видит в том, что писатель владел собранием практически всех романов Диккенса в первом издании. Он сближает фотографию Кэрролла с сентиментальными постановочными снимками уличных детей Оскара Густава Рейландера и противопоставляет их лиричным работам Джулии Маргарет Камерон, запечатлевшим детей. И Рейландер, и Кэрролл не фотографировали настоящих уличных детей, они снимали подростков-натурщиков в их роли.
Фотография привлекла пристальное внимание авторов коллективной энциклопедии «Фотография. Всемирная энциклопедия», вышедшей под редакцией Джульет Хэкинг в 2012 году в Лондоне, а в 2014 году переведённой на русский язык. Они обращают внимание на целый ряд фрагментов и деталей фотографии, прежде ускользавших от внимания искусствоведов:
а) Стрижка Алисы под мальчика, привычная для девушек в настоящее время, в середине XIX века должна была восприниматься совершенно по-другому, вполне возможно, как акцентирующая сексуальную привлекательность персонажа.
б) Девочка стоит рядом со старой поросшей мхом стеной. Уродливая замшелая поверхность «оттеняет мягкость кожи» Алисы.
в) Договариваясь с родителями девочек, которых Кэрролл собирался фотографировать, он всегда начинал с просьбы сфотографировать их «с босыми ногами», которые в то время в викторианской Великобритании были не только символом нищеты, но ещё и знаком сексуальной доступности.
г) Лохмотья, надетые на Алису, по мнению авторов энциклопедии, явно выходят за рамки приличия того времени. Плечо и часть груди девочки обнажены. Кроме этого, протянутая за подаянием рука не вытянута в направлении зрителя, а прижата непосредственно к телу Алисы. Такое расположение руки могло для человека викторианской эпохи содержать намёк на ту профессию, которой героиня на самом деле «зарабатывает» себе на жизнь. Правда, авторы оговариваются, что возможной причиной этого могло быть и желание фотографа максимально зафиксировать неподвижность девочки при чрезвычайно продолжительной в то время экспозиции — вытянутая рука (в отличие от плотно прижатой к туловищу и имеющей поэтому точку опоры) могла бы задрожать, и её изображение на фотографии при этом получилось бы смазанным.

### Интерпретация фотографии как части диптиха

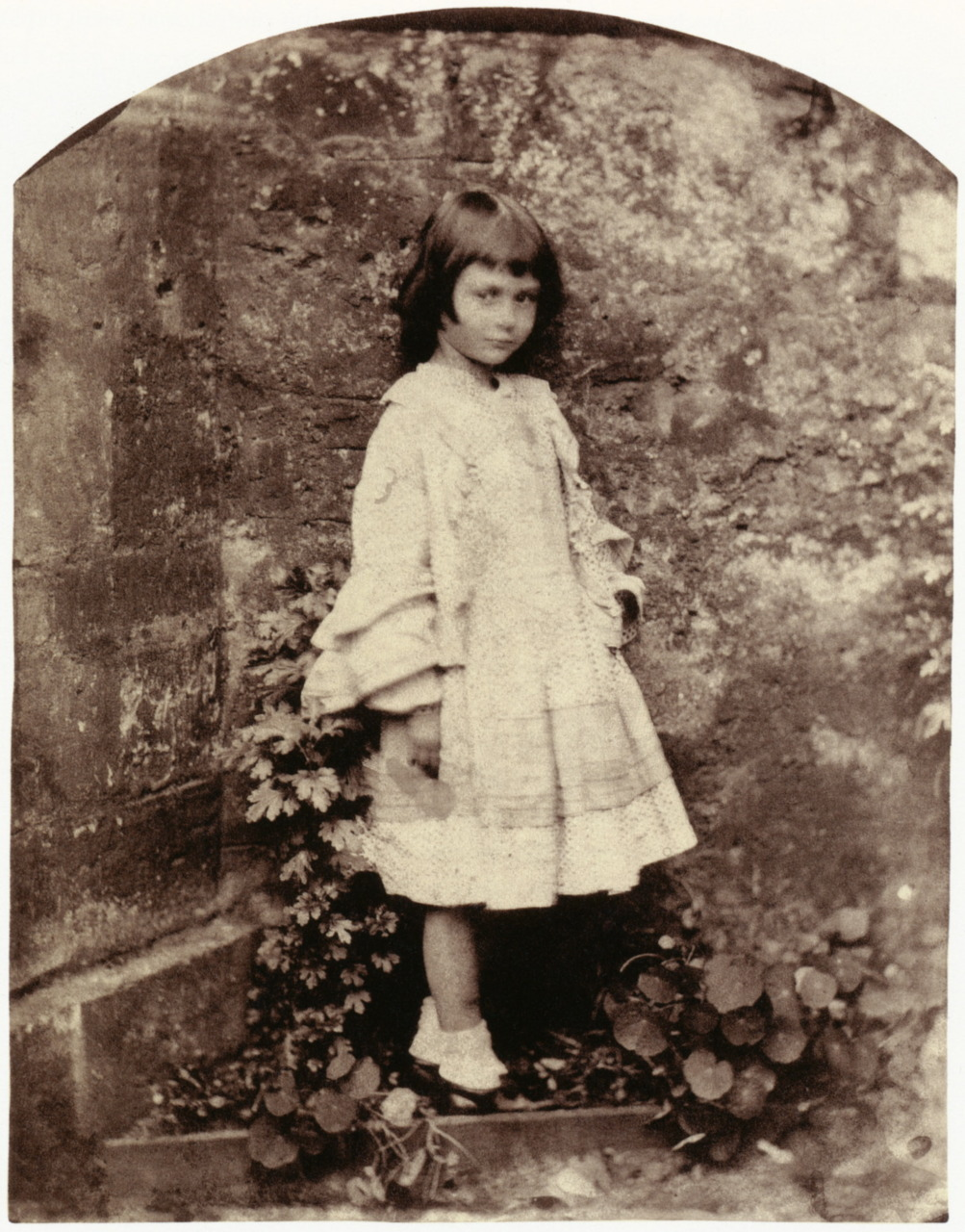
Льюис Кэрролл. Одетая в её лучшую одежду, 1858. Парная фотография к «Алисе Лидделл в образе нищенки»

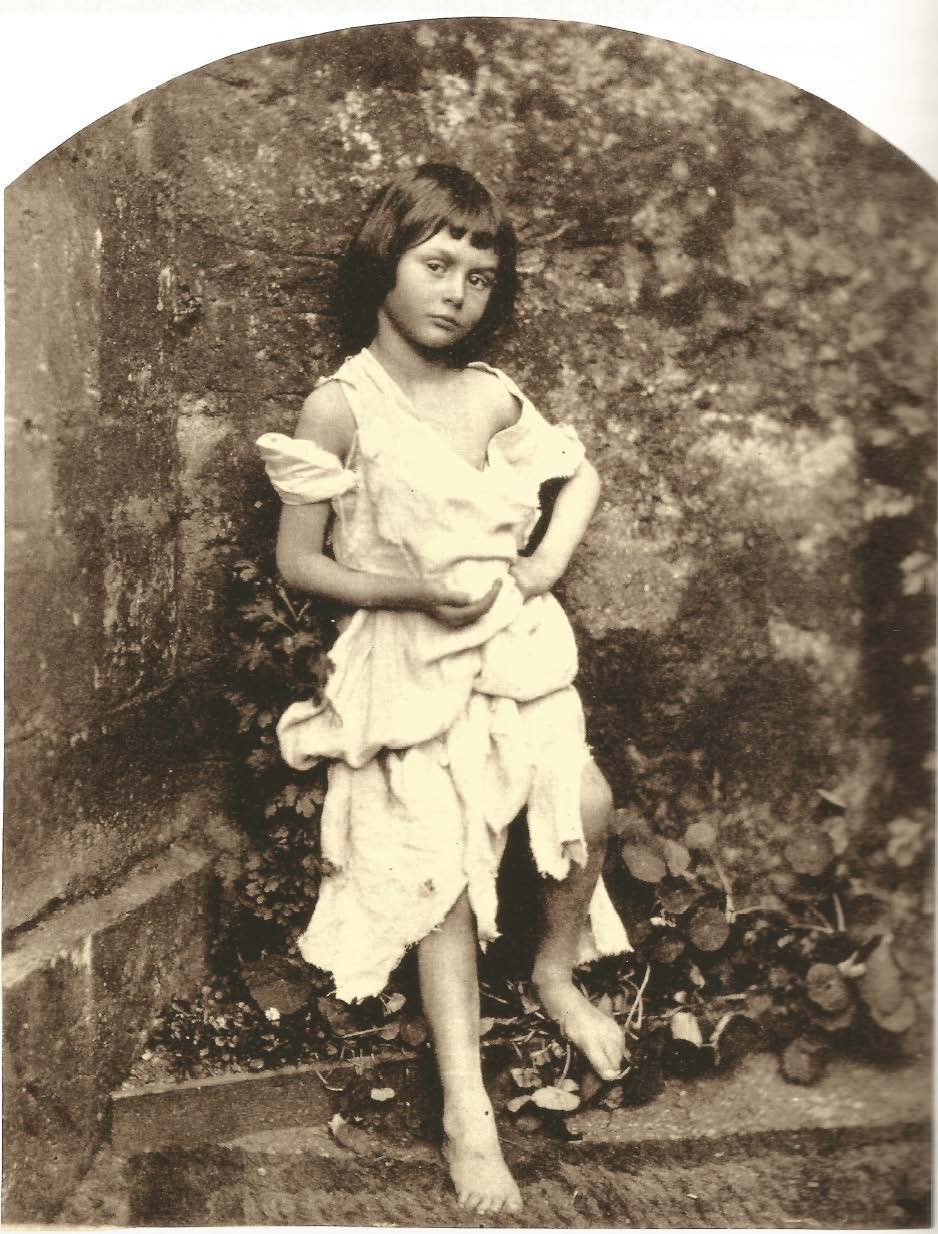
Льюис Кэрролл. Алиса Лидделл в образе нищенки. Фотография из Принстонского университета

Тейлор утверждает, что интерпретация взятой отдельно фотографии «Алиса Лидделл в образе нищенки» не имеет смысла, так как эта фотография составляет диптих со снимком «Одетая в её лучшую одежду» (англ. «Dressed in Her Best Outfit»), снятым в том же месте и в близкий период времени (возможно, в тот же день). На иллюстрации приведены фотографии с разворота его книги. Развивая эту идею, некоторые авторы считают, что эти две фотографии изображают две стадии «до» и «после» романтизируемого викторианскими авторами события «смены социальной роли». При этом, если фотография «Алиса в образе нищенки» выбрана в качестве первой, возможна чисто литературная интерпретация пары фотографий как описания превращения нищенки в королеву (например, как в стихотворении Тенниссона «Нищая девушка»). Обратный порядок фотографий, когда сначала Алиса создаёт образ светской девушки в её лучшем платье, а на другом снимке становится нищенкой, может подразумевать, что Кэрролл имел в виду универсальные права всех детей независимо от их классовой принадлежности.

### Фотография в контексте творчества прерафаэлитов
Особую точку зрения высказывает Йэн Сусина. Алиса на фотографии, по его мнению, вряд ли является типичным прерафаэлитовским женским образом, хотя и воплощает в некоторой степени состояние уязвимости и девственную красоту, которые высоко ценились прерафаэлитами[значимость факта?].

## Сюжет фотографии
В основе фотографии лежит стихотворение Альфреда Клейтона Теннисона (1809—1892) «Нищая и король» (так название звучит в первом и наиболее распространённом русском переводе Д. Н. Садовникова). Оно основано на средневековой легенде об африканском правителе Кофетуа, не интересовавшемся женщинами вплоть до встречи с босой и одетой в лохмотья девушкой-нищенкой, которую он полюбил за красоту и добродетель и сделал своей женой. Легенда о короле Кофетуа упоминается в английских и французских народных балладах, а также в пьесах Уильяма Шекспира «Ромео и Джульетта», «Бесплодные усилия любви», «Генрих IV». Этот сюжет многократно воплощался в произведениях европейской живописи.
Как хороша она была,

Представ пред королём, —

О том ни сказке не сказать,

Ни написать пером!

Король с престола поднялся,

Навстречу ей спеша.

"Чему дивиться? — двор шептал, —

Она так хороша"!

Она в лохмотьях нищеты

Сияла, как луна;

Одних пленяла нежность глаз,

Других — кудрей волна.

Такой блестящей красоты

Не видано в стране,

И нищей той сказал король:

"Будь королевой мне"!
Her arms across her breast she laid; 

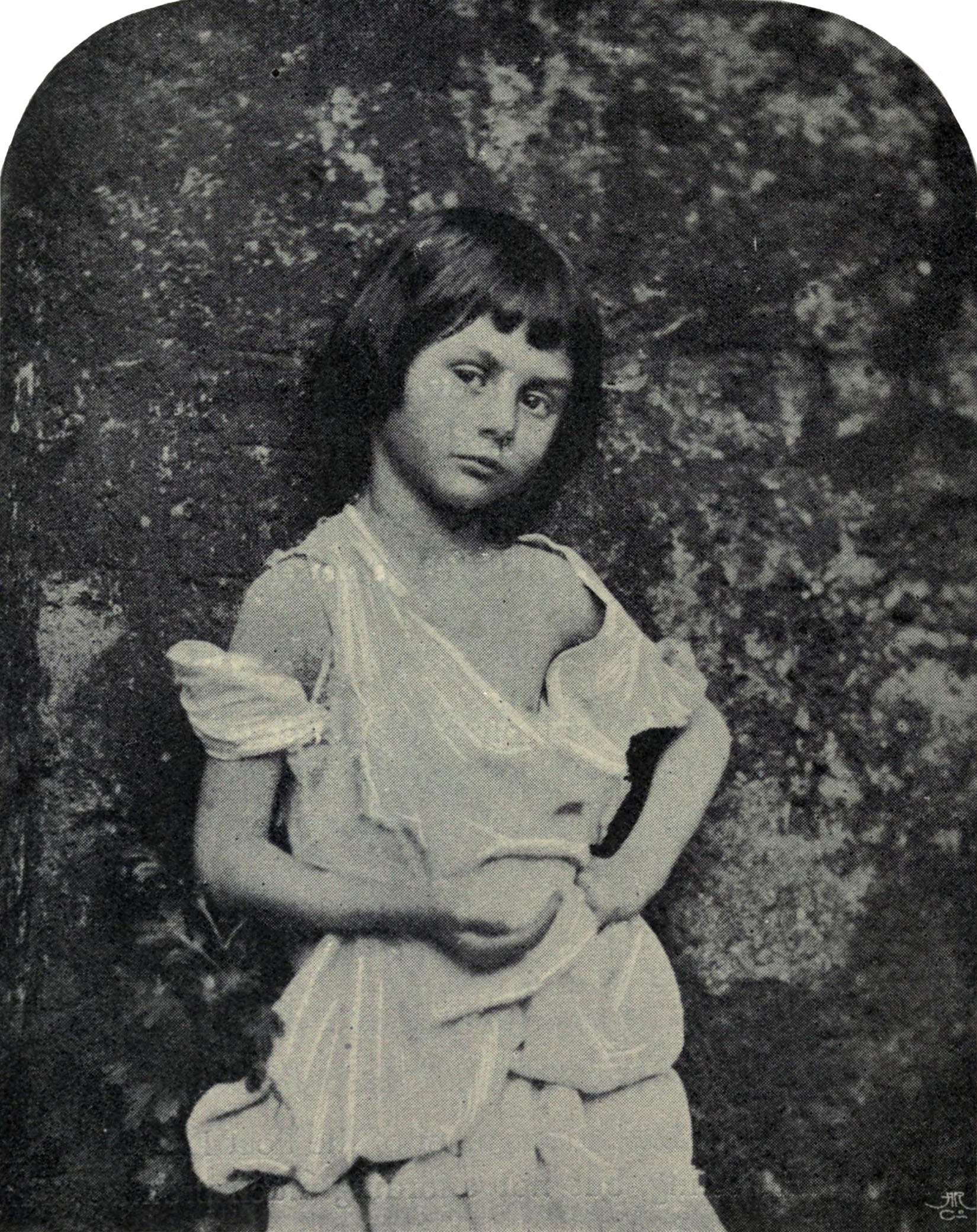
Льюис Кэрролл. Алиса Лидделл в образе нищенки. Поясная версия

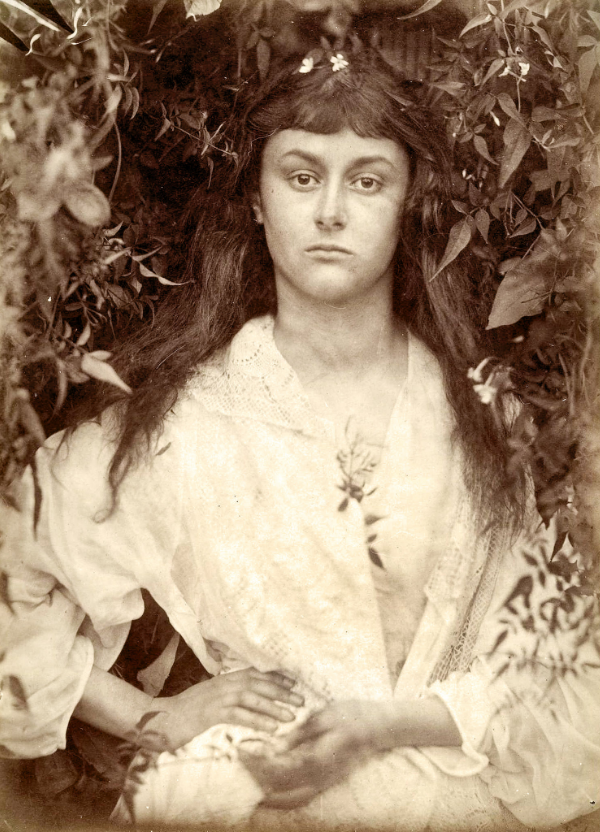
Джулия Маргарет Камерон. Помона (Алиса Лидделл в образе римской богини), 1872. Цитируется фотография Льюиса Кэрролла

She was more fair than words can say;

Barefooted came the beggar maid

Before the king Cophetua.

In robe and crown the king stept down,

To meet and greet her on her way;

‘It is no wonder,’ said the lords, 

‘She is more beautiful than day.’

As shines the moon in clouded skies,

She in her poor attire was seen;

One praised her ankles, one her eyes,

One her dark hair and lovesome mien.

So sweet a face, such angel grace,

In all that land had never been.

Cophetua sware a royal oath:

‘This beggar maid shall be my queen!’

## «Алиса Лидделл в образе нищенки» в фотоискусстве
В 1872 году фотограф Джулия Маргарет Камерон, одна из крупнейших фотографов-пикториалистов, сделала фотографию «Помона». На этой фотографии предстаёт также Алиса Лидделл, но уже в возрасте девятнадцати (или двадцати) лет в образе римской богини древесных плодов и изобилия. Одну руку она упирает в пояс, другую держит сложенной в горсть перед собой, подобно положению её рук на фотографии Льюиса Кэрролла. Израильский искусствовед Эрга Хеллер считает, что Камерон сознательно цитирует фотографию Кэрролла.
Серию австралийского фотографа греческого происхождения Поликсени Папапетру «Dreamchild» (2003) составляют фотографические ремейки известных фотографий Льюиса Кэрролла. Среди них — фотография дочери Папапетру Олимпии, реконструирующая композицию «Алисы Лидделл в образе нищенки»; она цветная, а не чёрно-белая, как у Кэрролла.

## Комментарии
1. ↑  Близкое по смыслу утверждение имеется в цитируемом Сусиной эссе Минди Алофф, но «более эротичными» названы десять фотографий девочек и мальчиков разного возраста, среди которых фотографии Алисы Лидделл ничем не выделены.